# Рекен (Северна Рајна-Вестфалија)
Рекен (њем. Reken) град је у њемачкој савезној држави Северна Рајна-Вестфалија. Једно је од 17 општинских средишта округа Боркен. Према процјени из 2010. у граду је живјело 14.174 становника. Посједује регионалну шифру (AGS) 5554044, NUTS (DEA34) и LOCODE (DE REK) код.

## Географски и демографски подаци
Рекен се налази у савезној држави Северна Рајна-Вестфалија у округу Боркен. Град се налази на надморској висини од 60 – 133 метра. Површина општине износи 78,5 km². У самом граду је, према процјени из 2010. године, живјело 14.174 становника. Просјечна густина становништва износи 180 становника/km².

## Међународна сарадња
| Мјесто  | Држава    | Врста сарадње | Од    |
| ------- | --------- | ------------- | ----- |
| Боркуло | Холандија | партнерство   | 1975. |
| Извор   |           |               |       |